# Ypsilon Librae
Ypsilon Librae (υ Librae, förkortat Ypsilon Lib, υ Lib) som är stjärnans Bayerbeteckning, är en dubbelstjärna belägen i den sydöstra delen av stjärnbilden Vågen. Den har en skenbar magnitud på 3,63 och är synlig för blotta ögat. Baserat på parallaxmätning inom Hipparcosuppdraget på ca 14,6 mas, beräknas den befinna sig på ett avstånd av ca 224 ljusår (69 parsek) från solen.

## Egenskaper
Ypsilon Librae är en orange till röd jättestjärna av spektralklass K3 III. Den har en massa som är 1,67 gånger större än solens massa och en uppskattad radie som är 31,5 gånger större än solens. Den utsänder från dess fotosfär 58 gånger mera energi än solen vid en effektiv temperatur på ca 4 135 K. Dess uppmätta vinkeldiameter är, efter korrigering för randfördunkling, 4,27 ± 0,05 mas.
Ypsilon Librae har en följeslagare med skenbar magnitud 10,8 separarerad från primärstjärnan med 2,0 bågsekunder vid en positionsvinkel på 151° (2002).